# Sava
 For alternative betydninger, se Sava (flertydig). (Se også artikler, som begynder med Sava)
Sava (serbisk: Сава; tysk: Save, Sau; ungarsk: Száva) er en flod i det sydøstlige Europa, og en af de store bifloder til Donau fra højre. Den er 945 km lang med et afvandingsområde på 95.719 km². Den løber gennem fire lande: Slovenien, Kroatien, Bosnien-Hercegovina (udgør den nordlige grænse) og Serbien.

## Længde
Sava dannes af de to floder, Sava Dolinka (venstre) og Sava Bohinjka (højre), som løber sammen mellem de slovenske landsbyer Lesce og Radovljica. Herfra og til den munder ud i Donau ved Beograd i Serbien er den 945 km lang (hvoraf 206 km er i Serbien). Med Sava Dolinka fra de nordvestlige alpeområder i Slovenien er den 990 km.
Via Donau løber vandet fra Sava ud i Sortehavet, og den er den næstlængste biflod til Donau, efter Tisa. Sava var den længste flod i det tidligere Jugoslavien, men efter opdelingen af landet i 1991 løber den nu gennem fire lande.

## Udspring
Den 45 km lange Sava Dolinka har sit udspring som bækken Nadiža i Planica-dalen nedenfor Zadnja Ponca i De juliske Alper, i en højde på 1.222 meter nær grænsen til Italien. Bækken forsvinder under jorden, og efter 5 km dukker den op igen i en højde på 842 meter i Zelenci, nær Kranjska Gora. En af bifloderne her er Radovna, som løber gennem en smuk kløft kaldet Vintgar. Sava Dolinka løber videre gennem byerne Kranjska Gora, Gozd Martuljek, Jesenice, nær Bled og Lesce. Det første af en række vandkraftværker ved floden, Moste (22,5 MW) ligger nær Žirovnica.
Den kortere, 31 km lange, Sava Bohinjka har sit udspring ved Komarča-ryggen i en højde af 805 meter fra undergrundskilder fra Triglavdalen. Frem til Bohinjsjøen bliver den kaldt Savica («lille Sava»), og har et 60 meter højt vandfald («Slap Savice») ved sin kilde. Den løber gennem Ukanc-kløften, hvor man har bygget et vandkraftværk, Savica (3 MW). Videre løber den ind i Bohinjsjøen og danner små delta. Efter dette løber den videre som Sava Bohinjka og gennem Bohinjska Bistrica, Bohinjska Bela og nær Bledsjøen, før den løber sammen med Sava Dolinka nær Radovljica.

## Geografi
Sava har et afvandingsområde på 95.719 km², hvoraf de 115 km² ligger i de nordlige områder af Albanien. Middelvandføringen ved Zagreb i Kroatia er 255 m³/s, mens den ved Beograd har samlet 1 722 m³/s. Den bliver også dyb, op til 28–30 m ved landsbyerne Hrtkovci og Bosut i Serbien. I Serbien bliver der dannet flere store øer (adas), f.eks. Podgorička ada nær Provo og den 2,7 km² store Ada Ciganlija i Beograd, det mest populære feriested i Beograd. Øen er forbundet til højre side af floden med tre dæmninger som skaber en kunstig sø kaldet Savasøen med et areal på 0,8 km². Et andet navn på denne sø er Beogradsjøen og den bliver besøgt af op til 350.000 mennesker hver sommer.
Floden har et stort potentiale for strømproduktion i den øvre del, op mod 3,2 (med bifloderne 4,7) milliarder kWh, som ikke erblevet udnyttet før i de senere år. Udover de to allerede nævnte vandkraftværker ligger der et tredje, Medvode (17,8 MW) nær Ljubljana. Der er også flere vandkraftværker under konstruktion, og Boštanj-værket er allerede færdig.
Flodlejet er stort set ikke reguleret, og dette skaber til tider oversvømmelse, som kan ramme som 5.000 km² frodig jord i Posavina, Savadalen. I 1981 og april 2006 løb Sava over og skabte oversvømmelse i de lavere dele af Beograd. I 1977 og 1980 blev der underskrevet statslige aftaler om regulering af floden for at hindre oversvømmelse ved at bygge nye vandkraftværker, og der er også lavet aftaler om at gøre floden sejlbar op til Zagreb og om økologisk beskyttelse af floden. Tidsfristen blev sat til år 2000, men det er gået næsten i stå, efter at Jugoslavien brød sammen i 1991.
Øst for Ljubljana løber Sava gennem en 90 km lang kløft og derefter ud på Krškosletten (Krško polje). Sammen med de lavere dele af de bosniske bifloder danner den et stort flodområde. Sava er 680 meter bred ved Šabac (og 280 meter ved udmundingen) og derefter begynder den at bugte sig, og flere ganger i historien har den ændret sit løb. Gamle flodlejer er blevet til moseområder og små damme, kaldt mrtvaja (dødt vand) og starača (gammelt vand) på serbisk. Den mest kendte af disse er et af de større moseområder i Serbien, og et af de største fuglereservater i Europa, Obedska bara.
Sava går gennem tre europæiske hovedstæder: Ljubljana i Slovenien, Zagreb i Kroatien og Beograd i Serbien. Selv om Ljubljana blev bygget ved Savas biflod Ljubljanica, blev byen større og omfattede efterhånden landsbyer ved Sava, så Sava løber nu gennem udkanten af Ljubljana. I både Zagreb og Beograd deler Sava gamle og nye dele af byen (Zagreb-Novi Zagreb, Beograd-Novi Beograd).

## Skibsfart og trafik
593 km af Sava er fremkommelig, fra mundingen ved Donau til mundingen af Kupa ved Sisak. Mindre fartøjer kan sejle helt op til Zagreb, men planer om at opmudre flodlejet så også større fartøjer kan komme gennem er skrinlagte.
I Savadalen ligger også jernbanen og motorvejen mellem Beograd og Zagreb, og olie- og gasrørledninger fra Kroatien til Serbien. På grund af denne tunge trafik og den tætte bebyggelse langs floden, er den svært forurenet, og der er kun gjort lidt for at bedre forholdene.

## Tradition
«Krst pri Savici» (Dåben til Savica) er et heltedigt skrevet af den slovenske poet France Prešeren.
Navnet Sava blev almindeligt blandt slaverne, som fornavn for både kvinder og mænd. Navnet på floden er dog ikke slavisk, men kommer fra latin, og Romerne kaldte den Savus.

## Politik
I følge nogle repræsenterer Sava den nordvestlige grænse til Balkan, men i forbindelse med at det politiske klima har ændret sig, har også denne grænse ændret sig. Under Jugoslavien blev hele Sava (og til og med Triesteområdet i Italien) regnet som en del af Balkan. Efter delingen af Jugoslavien, har derimod både Slovenien og Kroatien prøvet slippe af med stemplet som en balkanstat, sådan at grænsen blev sat langs Sava og Kupa og til Adriaterhavet.